# العلاقات الجامايكية الجيبوتية
العلاقات الجامايكية الجيبوتية هي العلاقات الثنائية التي تجمع بين جامايكا وجيبوتي.

## مقارنة بين البلدين
هذه مقارنة عامة ومرجعية للدولتين:
| وجه المقارنة                                              | جامايكا       | جيبوتي                    |
| --------------------------------------------------------- | ------------- | ------------------------- |
| المساحة (كم2)                                             | 10.99 ألف     | 23.20 ألف                 |
| عدد السكان (نسمة)                                         | 2.95 مليون    | 956.99 ألف                |
| الكثافة السكانية (ن./كم²)                                 | 268.43        | 41.25                     |
| العاصمة                                                   | كينغستون      | جيبوتي                    |
| اللغة الرسمية                                             | لغة إنجليزية  | لغة فرنسية، اللغة العربية |
| العملة                                                    | دولار جامايكي | فرنك جيبوتي               |
| الناتج المحلي الإجمالي (بليون دولار)                      | 14.77 مليار   | 1.84 مليار                |
| الناتج المحلي الإجمالي (تعادل القوة الشرائية) بليون دولار | 24.79 مليار   | 3.10 مليار                |
| الناتج المحلي الإجمالي الاسمي للفرد دولار أمريكي          | 5.23 ألف      | 1.95 ألف                  |
| الناتج المحلي الإجمالي للفرد دولار أمريكي                 | 8.88 ألف      | 3.27 ألف                  |
| مؤشر التنمية البشرية                                      | 0.719         | 0.470                     |
| رمز المكالمات الدولي                                      | +1876         | +253                      |
| رمز الإنترنت                                              | .jm           | .dj                       |
| المنطقة الزمنية                                           | 00            | ت ع م+03:00               |

## منظمات دولية مشتركة
يشترك البلدان في عضوية مجموعة من المنظمات الدولية، منها:
| علم المنظمة | اسم المنظمة                                                | تاريخ انضمام جامايكا | تاريخ انضمام جيبوتي |
| ----------- | ---------------------------------------------------------- | -------------------- | ------------------- |
|             | يونسكو                                                     | 7 نوفمبر 1962        | 31 أغسطس 1989       |
|             | وكالة ضمان الاستثمار متعدد الأطراف                         | 12 أبريل 1988        | 12 يناير 2007       |
|             | الأمم المتحدة                                              | 18 سبتمبر 1962       | 20 سبتمبر 1977      |
|             | العملية المشتركة للاتحاد الأفريقي والأمم المتحدة في دارفور | ?                    | ?                   |
|             | مجموعة دول أفريقيا والكاريبي والمحيط الهادئ                | ?                    | ?                   |
|             | الاتحاد البريدي العالمي                                    | ?                    | ?                   |
|             | البنك الدولي للإنشاء والتعمير                              | 21 فبراير 1963       | 1 أكتوبر 1980       |
|             | الاتحاد الدولي للاتصالات                                   | 18 فبراير 1963       | 22 نوفمبر 1977      |
|             | منظمة حظر الأسلحة الكيميائية                               | ?                    | ?                   |
|             | مؤسسة التمويل الدولية                                      | 31 مارس 1964         | 1 أكتوبر 1980       |
|             | منظمة التجارة العالمية                                     | ?                    | ?                   |
|             | منظمة الشرطة الجنائية الدولية                              | ?                    | ?                   |

## وصلات خارجية
- موقع وزارة الخارجية الجامايكية